# نحل قارض
نحلة قارضة (الاسم العلمي: Megachile)، جنس حشرات انفرادي من فصيلة النحليات القارضة. عالمية التوزيع. وهي واحدة من أكبر أجناس النحل، تضم أكثر من 1500 نوعًا ضمن أكثر 50 جُنيسًا.